# Boana nigra
Boana nigra — вид жаб з родини райкових (Hylidae). Описаний у 2020 році.

## Поширення
Ендемік Еквадору. Поширений на східних схилах Анд на висоті від 910 до 1847 м над рівнем моря.